# SN 2002cx

Krzywe blasku supernowej SN 2002cx w różnych pasmach zarejestrowane przez teleskop KAIT i Teleskop Anny L. Nickel

SN 2002cx – supernowa typu Iax odkryta 12 maja 2002 roku przez pracowników Lawrence Berkeley National Laboratory na cyfrowych zdjęciach wykonanych w Obserwatorium Palomar w Kalifornii przy pomocy Teleskopu Samuela Oschina.
Najjaśniejsze światło supernowej dotarło do Ziemi 20 maja 2002 w paśmie B i 23 maja w paśmie V.
Naukowcy zwrócili na nią szczególną uwagę ze względu na nietypowe zachowanie charakteryzujące się specyficznymi zmianami jasności w poszczególnych widmach. Eksplozja zachodziła podobnie jak w wybuchach typu Ia, jednak w pewnych momentach krzywa blasku odbiegała od normy. Badający tę supernową zespół uznał ją za najbardziej nietypową spośród wszystkich odkrytych supernowych typu Ia. Żaden ze znanych wówczas modeli teoretycznych nie potrafił w pełni wyjaśnić wszystkich obserwowanych aspektów tej supernowej. Późniejsze badania wykazały, że takich supernowych jest więcej, a SN 2002cx została prototypem nowo odkrytego typu supernowych, który otrzymał oznaczenie Iax.